# Psilocymbium acanthodes
Psilocymbium acanthodes là một loài nhện trong họ Linyphiidae.
Loài này thuộc chi Psilocymbium. Psilocymbium acanthodes được František Miller miêu tả năm 2007.